# Billy Kidman
Peter Jacob Gruner (* 11. Mai 1974 in Allentown, Pennsylvania), besser bekannt als Billy Kidman, ist ein US-amerikanischer Profi-Wrestler, der für die beiden großen Wrestlingpromotionen WCW und WWE aktiv war. Er war bis zum 18. Oktober 2006 mit der ehemaligen WWE-Wrestlerin Torrie Wilson verheiratet.
Bei einer Größe von 1,78 m hat er ein Gewicht von etwa 88 kg und zählte damit zu den Cruiserweights im Wrestling.

## Karriere
1994 begann Gruner seine Karriere und war ab 1996 bei World Championship Wrestling aktiv. 1998 durfte er zweimal die WCW Cruiserweight Championship halten. 1999 ließ man ihn im Team mit Rey Mysterio die WCW World Tag Team Championship gewinnen.  Danach konnte Gruner jeweils den Cruiserweight Title und Tag Team Title (mit Konnan) noch ein weiteres Mal erringen. Mit Mysterio durfte Gruner auch die kurzlebige WCW Cruiserweight Tag Team Championship gewinnen.
Nach der Übernahme der WCW durch die World Wrestling Federation war auch er anschließend für diese aktiv. Nachdem er auch an den Invasions-Storylines beteiligt war, ließ man Gruner im Juli die WCW Cruiserweight Championship gewinnen. Später wurde die in WWE umbenannte WWF in zwei Shows geteilt – Raw und SmackDown. Gruner war fortan bei letzterer beschäftigt. Hier konnte er die WWE Cruiserweight Championship gewinnen.
Mit Paul London zusammen gewann er im Juli 2004 die WWE Tag Team Championship. Am 7. Juli 2005 wurde Gruner seitens der WWE entlassen, hatte danach jedoch einige Auftritte in der WWE-Entwicklungsliga Florida Championship Wrestling, allerdings gab es kein Comeback in den Hauptshows. Danach arbeitete er für verschiedenen Independent-Ligen, ehe er im September 2007 zur FCW zurückkehrte und dort seither als Trainer fungiert.
Nach seiner Entlassung war Gruner zunächst für verschiedene Independent-Organisationen in Großbritannien und für USA Xtreme Wrestling tätig. 2007 kämpfte er erst für die International Wrestling Association und später in Australien, wo er derzeit fest angestellt ist.

### Finisher
Gruners Finishing Move war die „Shooting Star Press“, eine Art Auerbach vom dritten Ringseil mit Landung auf dem Gegner.
In einem Match gegen Chavo Guerrero führte er seinen Finisher falsch aus und landete mit seinem Knie auf dem Kopf seines Gegners, welcher dadurch eine Gehirnerschütterung davontrug.

## Erfolge
- East Coast Wrestling Association
  - 1× ECWA Tag Team Champion
- United States Wrestling Association
  - 1× USWA Tag Team Champion
- World Championship Wrestling
  - 2× WCW Cruiserweight Champion
  - 2× WCW World Tag Team Champion (mit Rey Mysterio Jr. & Konnan)
  - 1× WCW Cruiserweight Tag Team Champion (mit Rey Mysterio Jr.)
- World Wrestling Entertainment
  - 2× WCW Cruiserweight Champion
  - 2× WWE Cruiserweight Champion
  - 1× WWE Tag Team Champion (mit Paul London)